# Norbert Hornig
Norbert Hornig (* 27. Mai 1935 in Langenbielau, Kreis Reichenbach, Provinz Niederschlesien; † 28. Dezember 2024 in Bad Düben) war ein deutscher Maler und Grafiker.

## Leben
Norbert Hornig war der Sohn von Ernst Hornig. Ende 1946 wurde die Familie Hornig aus Schlesien vertrieben; seine Mutter ließ sich mit ihm in Leipzig nieder. In Leipzig-Volkmarsdorf absolvierte er von 1949 bis 1952 eine Ausbildung als Bäcker. Von 1953 bis 1958 war er Kultur- und Sportinstrukteur bei der FDJ. Von 1958 bis 1963 studierte er unter der Anleitung von Gerhard Kurt Müller und Heinz Wagner an der Hochschule für Grafik und Buchkunst Leipzig, das er mit Diplom abschloss. Von 1963 bis 1967 war er als freischaffender Künstler tätig und gestaltete Plakate unter anderem für den FDGB, die in ihrer freien Konzeption auffielen. An der Hochschule für Grafik und Buchkunst Leipzig war er von 1967 bis 1970 Aspirant bei Heinz Wagner und anschließend wieder freiberuflich tätig. 1971 und 1977 war er Sekretär der Internationalen Buchkunstausstellungen (Iba). Hornig hatte in der DDR und im Ausland eine bedeutende Anzahl von Ausstellungen. Unter anderem war er 1967/68 auf der VI. Deutschen Kunstausstellung und 1977/78 sowie 1982/83 auf der VIII. bzw. IX. Kunstausstellung der DDR in Dresden vertreten.
Von 1978 bis 1991 lehrte Hornig an der Hochschule für industrielle Formgestaltung, Halle im Grundlagenstudium. 1981 wurde er als Dozent und 1984 als Professor berufen. 1985 gründete Hornig die Grafik-Presse „CUM FIGURIS PRESSE“. 1986 begann er mit dem Aufbau seines Ateliers in Schnaditz, einem Stadtteil von Bad Düben. Seit 1992 arbeitete Hornig wieder freiberuflich in Leipzig.
Am 28. Dezember 2024 verstarb Norbert Hornig in seinem Haus in Bad Düben-Schnaditz.

## Ehrungen
- 1975: Preis im Wettbewerb „Beste Plakate der DDR“
- 1977: Kunstpreis der DDR
- 1981: Verdienstmedaille der DDR
- 2005: Gellert-Preis

## Werke (Auswahl)
- Der Mensch zieht Furchen in den Boden (als Grafikedition mit sieben Originalgrafiken im Auftrag der Landwirtschafts-Ausstellung der DDR, 1989)

## Ausstellungen (Auswahl)
- 1976 – Galerie „Wort und Werk“ Leipzig; Kleine Galerie im Heimatmuseum Lützen („Handzeichnungen und Grafik“)[1]
- 1978 – Galerie „Kunst der Zeit“ Leipzig; Grafisches Kabinett im Museum der bildenden Künste Leipzig
- 1983 – Hochschule für Industrielle Formgestaltung Halle / Burg Giebichenstein
- 1998 – Schlesisches Museum zu Görlitz: Malerei
- 2005 – Cranach-Stiftung Wittenberg, Atelier Norbert Hornig Skizze-Zeichnung-Bild; Sparkasse Muldental in Grimma anläßl. der Verleihung des Gellert-Preises 2005
- 2007 – Schloss Taucha, CUM FIGURA, Malerei; Kunstprojekt e.V., ehem. Konsumentwarenhaus, genannt „Blechbüchse“, Leipzig
- 2010 – Schloss Hartenfels, Torgau: Zeitreise

## Schriften
- Leipziger Plakatkunst – Ansichten zu einer alltäglichen Kunstgattung, Seemann Verlag, Leipzig, 1985